# Abarema asplenifolia
Abarema asplenifolia är en ärtväxtart som först beskrevs av August Heinrich Rudolf Grisebach, och fick sitt nu gällande namn av Rupert Charles Barneby och James Walter Grimes. Abarema asplenifolia ingår i släktet Abarema och familjen ärtväxter. Inga underarter finns listade i Catalogue of Life.